# Svrčinovec
Svrčinovec este o comună slovacă, aflată în districtul Čadca din regiunea Žilina, pe malul râului Čierňanka⁠(d). Localitatea se află la altitudinea de 432 m deasupra n.m., se întinde pe o suprafață de 15,74 km2 și în 2017 număra 3.517 locuitori.

## Istoric
Localitatea Svrčinovec este atestată documentar din 1658.

## Demografie
| An:                | 1994 | 2004    | 2014   | 2024   |
| ------------------ | ---- | ------- | ------ | ------ |
| Număr de persoane: | 3138 | 3467    | 3560   | 3305   |
| Diferență:         |      | +10,48% | +2,68% | −7,16% |

| An:                | 2023 | 2024   |
| ------------------ | ---- | ------ |
| Număr de persoane: | 3339 | 3305   |
| Diferență:         |      | −1,01% |